# Gliese 884
Gliese 884 (HD 217357 / LHS 3885 / CD-23 17699) és un estel a la constel·lació d'Aquari de magnitud aparent +7,89 i, per tant, no és visible a ull nu. S'hi troba a la regió sud-oest de la constel·lació, al sud-oest d'Skat (δ Aquarii), al nord-oest de Fomalhaut (α Peixos Austrini) i a l'est de la nebulosa de l'Hèlix.
Gliese 884 s'hi troba a sols 26,6 anys llum del sistema solar, i és un dels estels lluents —entenent com a tals aquelles que no són nanes vermelles— més properes. Les seves veïnes més properes són el sistema estel·lar FK Aquarii a 3 anys llum, la lluent Fomalhaut (α Peixos Austrini) a 3,5 anys llum, i TW Piscis Austrini, un estel no gaire diferent a Gliese 884, a 4,4 anys llum.
Gliese 884 té tipus espectral K7V, i les seves característiques són semblants a les de 61 Cygni B —la component més tènue d'aquest sistema— o a les de Gliese 673. Amb una temperatura superficial de 4130 K, la seva lluminositat amb prou feines aconsegueix el 9% de la solar. La seva massa s'estima en 0,61 masses solars i la seva edat es xifra en sol 240 milions d'anys (1/19 part de l'edat del Sol). No s'ha detectat excés en l'infraroig ni a 24 μm ni a 70 μm, cosa que en principi descarta la presència d'un disc de pols al seu al voltant.